# Коньково (станція метро)
55°38′00″ пн. ш. 37°31′09″ сх. д. / 55.63333° пн. ш. 37.51917° сх. д.
«Коньково» (рос. Коньково) — станція Калузько-Ризької лінії Московського метрополітену. Розташована між станціями «Беляєво» і «Теплий Стан» .
Станцію було відкрито у складі дільниці «Беляєво» — «Теплий Стан» 6 листопада 1987 — до 70-річного ювілею Жовтневої революції. Назва — по району, в якому станція розташована.

## Вестибюлі
Наземний вестибюль відсутній, вихід у місто здійснюється по підземних переходах на вулиці Профсоюзна і Островитянова.

## Пересадки
- Автобуси: с2, 49, 145, 196, 235, 250, 295, 361, 699, 712, 754, 945, т72, т81, П1

## Технічна характеристика
Характеристика станції — односклепінна мілкого закладення (глибина закладення — 8 м) з монолітного залізобетону.

## Колійний розвиток
Станція без колійного розвитку.

## Оздоблення
Світильники знаходяться у нішах склепіння; підлога викладена сірим гранітом . По центру залу — дерев'яні лави, над якими — металеві таблички з назвою станції. Одна з небагатьох станцій Московського метро, таблички з назвою якої розташовані не на колійних стінах.